# 会津若松インターチェンジ
会津若松インターチェンジ（あいづわかまつインターチェンジ）は、福島県会津若松市にある磐越自動車道のインターチェンジである。
東日本高速道路株式会社東北支社会津若松管理事務所が供設されている。

## 概要
会津若松市街北部に位置する。
下り線（新潟中央IC）方面は、ここから暫定2車線となる。
上り線（郡山JCT方面）は、ここから磐梯山SAまでの11km区間40パーミルの上り坂が続く。

## 道路

### 本線
- E49 磐越自動車道（7番）

### 接続する道路
- 直接接続
  - 国道121号
- 間接接続
  - 国道49号

## 料金所
- ブース数：4

### 入口
- ブース数：2
  - ETC専用：1
  - 一般：1

### 出口
- ブース数：2
  - ETC専用：1 （混雑時はETC/一般兼用）
  - 一般：1

## 周辺
- 会津アピオ
- 会津大学
- 会津縦貫北道路・会津若松北IC
- 会津若松駅
- 東山温泉

## 隣
E49 磐越自動車道
(6)磐梯河東IC - (7)会津若松IC - (7-1)新鶴PA/SIC - (8)会津坂下IC